# 携帯型ゲーム

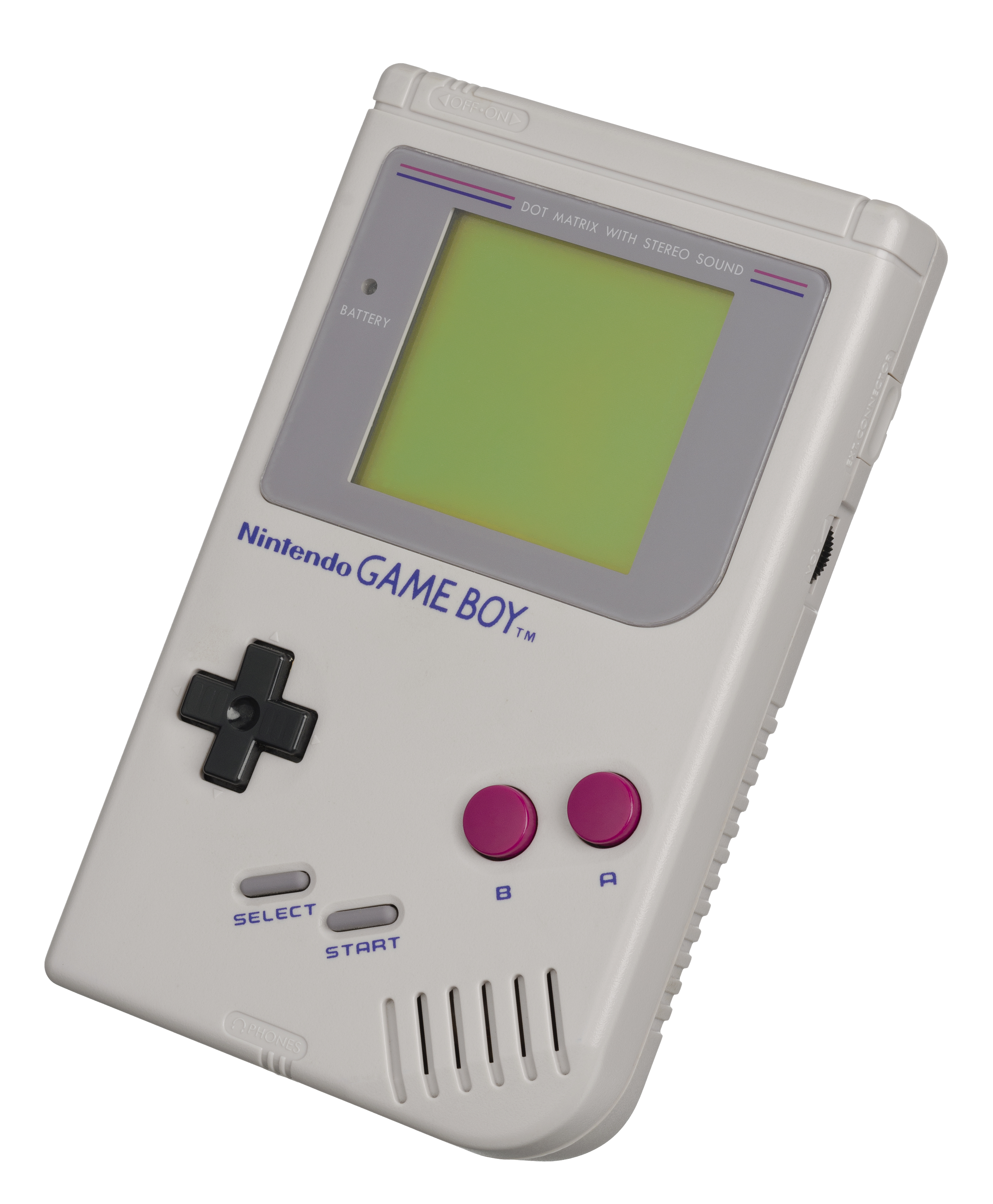
任天堂の初代ゲームボーイ（1989年）

携帯型ゲーム（けいたいがたゲーム）は携帯可能なサイズに小型化された家庭用ゲーム機である携帯ゲーム機（英: Handheld Game Console）において動作するゲームソフトや市場全般を指す分類。携帯用ゲームとも呼ばれる。また携帯ゲーム機は携帯型ゲーム機および携帯用ゲーム機とも呼ばれる。
スマートデバイスなどの携帯機器は含まれないことが多く、ソフト内蔵型のいわゆる電子ゲームは「含む」「含まない」に分かれる場合もある。

## 歴史
1976年にアメリカにおいてマテルが世界初の携帯型電子ゲーム機「Mattel Auto Race」を発売した。同社が翌1977年に発売した『Mattel Football』はヒット商品となり、各社から様々な製品が登場した。その一部は日本にも輸入された他、日本国産のものも各種登場した。1980年に発売された任天堂の「ゲーム&ウオッチ」シリーズは日本国内1,300万台と大ヒット商品となった。
当時は電子ゲームと呼ばれる携帯型ゲームが主流だった。これはゲームソフト自体が本体の内蔵部品に書き込まれており、別のゲームソフトが必要になったときには本体も含めて新しいものを購入しなければならなかった。表示装置も登場人物などの形状の点滅箇所があらかじめ決められている程度の今から見ればごく簡易的なものだった。1979年にカートリッジ交換式であり、メディア交換型の携帯型ゲーム機としては世界初である「Microvision」がMilton Bradley Company社から発売される。日本においては1985年に登場した「ゲームポケコン」が初のカートリッジ交換式ゲーム機である。
1989年に任天堂が発売した「ゲームボーイ」は安価な本体価格と熱中度の高い『テトリス』の効果で売り切れが続出するほど爆発的にヒットした。そこそこの性能で安価・軽量であり、乱暴に扱われがちな携帯機器（児童向け玩具）にあって足元に落下させた程度では簡単には破損しない丈夫さや電池切れを余り気にせず利用できた。1990年代半ばに入ると売上が頭打ちとなり、一時市場から姿を消す寸前までになるが『ポケットモンスター 赤・緑』を発売後、小学生を中心に広がり売上ランキングで1年以上に渡り上位にランクインし続ける大ヒットとなる。それをきっかけに市場は活気を取り戻し『マリオのピクロス』などがスマッシュヒットした。スーパーゲームボーイはスーパーファミコンを利用してゲームボーイのゲーム画面をテレビに表示させる形式を取ることで、当時のカラー液晶画面が抱えていた欠点の改善を図ったものである。また、据え置き型ゲームとのデータ連動を実現させる64GBパック、携帯電話と接続したネットワークサービスを受けられるモバイルアダプタGBなど従来にはなかった遊び方も示されるようになった。
ソフトウェア内蔵型の電子ゲームについては、いわゆる「ミニテトリス」といったキーホルダー大の商品や、1996年にバンダイの『たまごっち』が10代の女性を中心に大ヒットし社会現象にまで発展した。その後もハドソンの『てくてくエンジェル』、任天堂の『ポケットピカチュウ』を初めとする歩数計と一体化した機種などが発売された。
しかし2010年代にはスマートフォンの普及により携帯ゲーム機市場は衰退に向かった。また米国のように、もともと据え置き機やPCゲームが人気の市場もある。その一方でSteam Deckのような携帯型ゲーミングPCや「携帯可能な据え置き機」として作られたNintendo Switchなどの新しい動きも出ている。

## 特徴と傾向
ゲーム機を考察する上でテレビを使用した据え置き型のテレビゲーム機とは対比される。携帯用途のため本体が小型で持ち運びしやすい。自宅だけでなく外出先でも容易に利用できる。コントローラが本体に一体化している。表示装置が内蔵されている。もっぱら液晶ディスプレイが用いられる。PSPのうち、PSP-2000/PSP-3000型およびPSP goはテレビに接続し、映像を出力させることもできる。PSPではUMDを採用しているが、ゲームソフトのメディアはROMカートリッジを用いるものが多い。ソフトがハードに内蔵されて取り替えられなかったりデータ転送で外部から読み込むなど、本体がメディアを兼ねるものもある。PSPのメモリースティック PRO Duo、ニンテンドー3DSのSDメモリーカードなど内蔵のメモリーカードにデータを書き込めるのもあり、メモリーカードリーダライタとパソコンを接続することでセーブデータや写真などを取り込み、バックアップできるものもある。動画・静止画・音楽鑑賞、ビデオ・オン・デマンド、電子ブックリーダー、インターネット閲覧（ウェブブラウザ）などデジタルメディアプレーヤー/ポータブルメディアプレーヤーの機能も持つようになった。
消費電力の少ない電子部品を使用している。そのため同時期のテレビゲーム機と比較すると性能は劣るが、その差は以前よりは縮まっている。電源は電池。初期の小型機ではボタン型電池または乾電池が主流であったが、性能の向上により消費電力が増大してきたため、2000年代以降は専用のバッテリー（リチウムイオン二次電池）を用いるのが主流となった。PSP go・PS Vitaは本体にバッテリーが内蔵され、ユーザーの手で交換することができない。
本体およびソフトが、同時期に発売されたテレビゲーム機と比較すると安価なものが多い。テレビゲームは家族と共同で所有しているケースも多いが、携帯型ゲームは本体・ソフトともたいてい一人で専有している。ちょっとした時間に遊ぶことが多いため、ゲームのルールや操作方法がすぐに理解できるゲームソフトが比較的多い。個人での本体やソフトウェアの専有意識があることから、通信機能を利用し、対戦やキャラクターの交換などにより、他者とのコミュニケーションをとることのできる機能を盛り込んだソフトも多い。